# José Horacio Gómez
José Horacio Gómez Velasco (Monterrey, 26 de dezembro de 1951) é um prelado da Igreja Católica mexicano com atuação nos Estados Unidos, arcebispo de Los Angeles.

## Biografia

### Formação e presbiterado
Gomez nasceu em 26 de dezembro de 1951 em Monterrey, México, e é cidadão dos Estados Unidos desde 15 de dezembro de 1995. Antes de estudar para a formação sacerdotal, recebeu o Diploma de Economia pela Universidade Nacional Autônoma do México, no México (1975). Ele também obteve o Bacharelado em Filosofia (1975). De 1975 a 1980 frequentou cursos de teologia na Universidade de Navarra, na Espanha, onde obteve o Bacharelado e a Licenciatura em Teologia. Foi ordenado padre da Prelazia do Opus Dei em 15 de agosto de 1978, pelo cardeal Franz König, arcebispo-emérito de Viena, no Santuário de Nossa Senhora de Torreciudad, na Espanha.
Ele foi capelão em uma faculdade e um colégio no México (1980-1987), responsável pela juventude no decano de Fátima da Diocese de Monterrey (1985-1987); ocupou também diversos cargos pastorais na Prelazia do Opus Dei do Texas (1987-1999). Por duas vezes foi eleito presidente da Associação Nacional de Padres Hispânicos e de 1999 a 2001 foi Vigário Delegado do Opus Dei para o Estado do Texas.

### Episcopado
Eleito bispo-auxiliar de Denver pelo Papa João Paulo II em 23 de janeiro de 2001, foi consagrado como bispo-titular de Belalos em 26 de março, na Catedral-Basílica da Imaculada Conceição de Denver, por Frei Charles Joseph Chaput, O.F.M.Cap., arcebispo de Denver, assistido por Joseph Anthony Fiorenza, bispo de Galveston-Houston, e por Javier Echevarría Rodríguez, prelado do Opus Dei. Enquanto bispo-auxiliar de Denver, atuou como Reitor da Catedral-Basílica da Imaculada Conceição por dois anos. Em seguida, foi nomeado Moderador da Cúria e designado Pároco da Paróquia Mãe de Deus. Foi o primeiro numerário do Opus Dei a ser consagrado bispo nos Estados Unidos.
Gómez foi nomeado Arcebispo de San Antonio em 29 de dezembro de 2004, onde fez sua entrada solene em 15 de fevereiro de 2005. Durante sua prelazia em San Antonio, ganhou a reputação de um líder ortodoxo que reverteu algumas das iniciativas de tendência mais liberal na diocese.
Em 6 de abril de 2010, foi nomeado arcebispo coadjutor da Arquidiocese de Los Angeles pelo Papa Bento XVI. Sucedeu ao cardeal Roger Michael Mahony em 1 de março de 2011. Ele é o primeiro hispânico a servir como arcebispo de Los Angeles, bem como o bispo hispânico de mais alta patente nos Estados Unidos. Em 31 de janeiro de 2013, Gomez afirmou que o cardeal Roger Mahony, arcebispo-emérito, "não teria mais nenhuma função administrativa ou pública" para a arquidiocese de Los Angeles. O anúncio foi feito enquanto Gomez revelava seus arquivos relacionados ao abuso sexual do clero. Ele disse: "Eu acho esses arquivos uma leitura brutal e dolorosa. O comportamento descrito nesses arquivos é terrivelmente triste e maligno. Não há desculpa, não há nenhuma explicação sobre o que aconteceu com essas crianças. Os padres envolvidos tinham o dever de ser seus pais espirituais e eles falharam. Precisamos reconhecer esse terrível fracasso hoje."
Em 12 de novembro de 2019, foi eleito presidente da Conferência dos Bispos Católicos dos Estados Unidos, sendo o primeiro latino a ocupar tal posto.